# Andrea Barber
Andrea Laura Barber, född 3 juli 1976 i Los Angeles, Kalifornien, är en amerikansk skådespelerska. Hon är mest känd för rollen som Kimmy Gibbler i TV-serien Huset fullt och dess uppföljare Huset fullt – igen.